# 三重県道664号垣内御城線
三重県道664号垣内御城線（みえけんどう664ごう かいとみじょうせん）は、三重県津市を通る一般県道である。

## 概要
津市白山町垣内から津市白山町川口に至る。

### 路線データ
- 起点：三重県津市白山町垣内（字柚ノ広822番地[1][2]：垣内交差点、国道165号交点）
- 終点：三重県津市白山町川口（字御城1000番地先[1][2]：関ノ宮交差点、三重県道15号久居美杉線交点、三重県道580号白山小津線起点）
- 総延長：4.73 km

## 歴史
- 1959年（昭和34年）
  - 1月25日 - 認定[3]

起点：三重県一志郡白山町大字垣内
終点：三重県一志郡白山町大字御城
  - 3月31日 - 道路区域の決定[4]
  - 5月19日 - 道路の供用開始[5]

三重県一志郡白山町大字垣内字柚ノ広822番地から三重県一志郡白山町大字八対野字算所751の1番地先を経て三重県一志郡白山町大字川口字御城1000番地先まで（延長4.73 km）
- 2007年（平成19年）4月1日 - 県道の路線認定の一部改正[6]（自治体合併に伴う変更）

起点：三重県津市白山町垣内
終点：三重県津市白山町川口字御城

## 路線状況

### 重複区間
- 三重県道662号藤大三停車場線（津市白山町八対野・算所交差点 - 津市白山町稲垣・八ツ山橋北交差点）

### 道路施設

#### 橋梁
- 算所橋（垣内川、津市、三重県道662号藤大三停車場線重複区間内）
- 八ツ山橋（雲出川、津市）

## 地理

### 通過する自治体
- 三重県

- 津市

### 交差する道路
| 交差する道路                                   | 交差する場所 | 交差する場所        |
| ---------------------------------------------- | ------------ | ------------------- |
| 国道165号                                      | 白山町垣内   | 垣内交差点 / 起点   |
| 三重県道662号藤大三停車場線 重複区間起点       | 白山町八対野 | 算所交差点          |
| 三重県道662号藤大三停車場線 重複区間終点       | 白山町稲垣   | 八ツ山橋北交差点    |
| 三重県道15号久居美杉線 三重県道580号白山小津線 | 白山町川口   | 関ノ宮交差点 / 終点 |

### 交差する鉄道
- 名松線

### 沿線
- 津市立八ツ山小学校
- 津市役所

- 八ツ山出張所
- 白山総合支所

- 津南警察署 八ツ山警察官駐在所
- 八ツ山郵便局
- 津市立白山中学校
- JR東海名松線 関ノ宮駅
- 三重白山ゴルフコース